# Hellingly Hospital Railway
| Hellingly Hospital Railway                                                                                           | Hellingly Hospital Railway |
| --- | -------------------------- |
| Elektrolok mit Güterwagen, 1906. Zum Zeitpunkt der Stilllegung 1959 war dies die dienstälteste E-Lok Großbritanniens |                            |
| Hellingly Hospital Railway                                                                                           |                            |
| Streckenlänge: | 2 km                       |
| Spurweite: | 1435 mm (Normalspur)       |
| |                            |

Die Hellingly Hospital Railway war eine 2 km lange normalspurige Werksbahn des East Sussex County Council, mit der Baumaterialien, Kohle und Passagiere vom Bahnhof Hellingly an der Cuckoo Line der London, Brighton and South Coast Railway zum Hellingly Hospital, einer psychiatrischen Anstalt bei Hailsham, gebracht wurden.
Die Bahnlinie wurde 1899 gebaut und am 20. Juli 1903 für den Personenverkehr in Betrieb genommen, nachdem sie 1902 elektrifiziert worden war. Nach der Konsolidierung der Bahnlinien 1923 sank das Personenverkehrsaufkommen so drastisch, dass der Personenverkehr nicht mehr rentabel war und daraufhin eingestellt wurde. Der Güterverkehr wurde 1959 eingestellt, nachdem die Heizung des Hospitals von Kohle auf Öl umgestellt worden war.
Die Strecke verlief von der Abzweigung unmittelbar südlich des Bahnhofes von Hellingly an einer Farm und dem Park House vorbei zum Hospital.

## Fahrzeuge
Beim Bau des Hospitals nutzten Joseph Howe & Company eine zweiachsige Satteltank-Dampflok, um Baumaterial zu transportieren. Die Lok wurde 1900 neu erworben. 1902 wurde die Bahnlinie mit einer einphasigen 500-V-Gleichspannungsoberleitung elektrifiziert und mit Strom aus dem Kraftwerk des Hospitals versorgt, das auch an das nationale Stromnetz angeschlossen war. Nach dem Abschluss der Bauarbeiten und der Elektrifizierung der Bahnlinie wurde die Dampflok 1903 verkauft.
Robert W. Blackwell & Co lieferten eine möglicherweise aus Deutschland importierte zweiachsige Elektrolok, mit der zwei mit Kohle beladene Güterwagen gezogen werden konnten.
Ein kleiner Schienenbus für bis zu 12 Fahrgäste stand für den Personenverkehr zur Verfügung.